# Городецкий историко-художественный музейный комплекс
Городецкий историко-художественный музейный комплекс — музейный комплекс в городе Городце Нижегородской области. Включает в себя 8 музеев, расположенных в старинных усадьбах.

## История
Городецкий историко-художественный музейный комплекс открыт в 2005 году, хотя в его состав входит музей, основанный в 1918 году. В основном фонде музейного комплекса насчитывается 15633 предмета, в научно-вспомогательном фонде — около 5700 предметов. Среди экспонатов — изделия мастеров художественных промыслов, иконы, археологические древности XII — XIV веков, предметы купеческого быта, рукописные старопечатные книги, оружие и многое другое.
С 1991 года в музее проводятся конференции «Городецкие чтения».
Музеи комплекса ведут большую просветительскую и научно-исследовательскую работу, в них реализуются тематические и интерактивные программы.

## Музеи комплекса

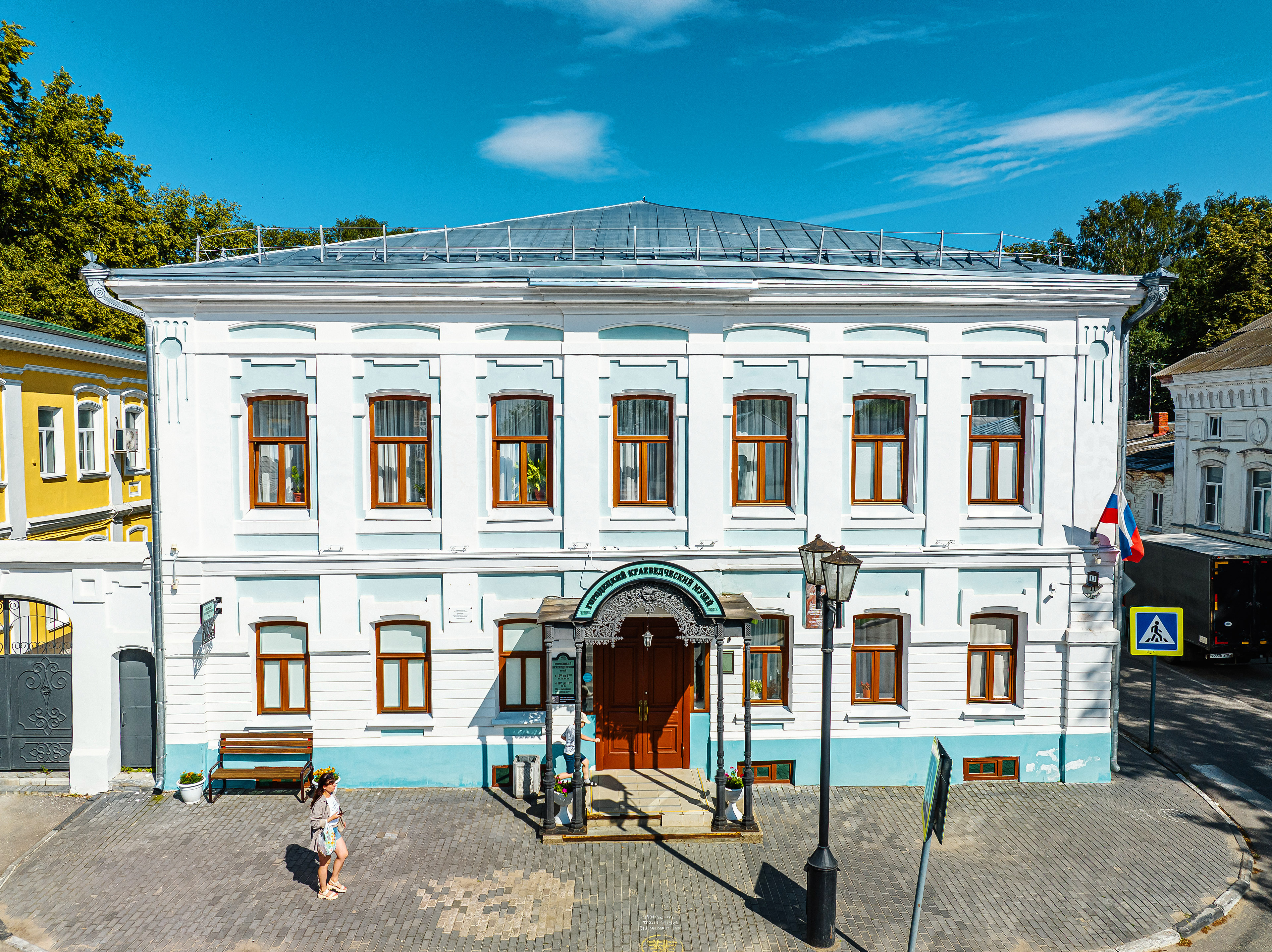
Краеведческий музей в особняке купца И. П. Облаева

Изделия с городецкой росписью в Краеведческом музее

В состав Городецкого историко-художественного музейного комплекса входят 8 музеев, расположенных в центре города, так называемом «Музейном квартале»: «Городецкий краеведческий музей», «Терем русского самовара», «Галерея добра», «Музей детства на Купеческой», «Городец на Волге», музей «Дом графини Паниной», музей «Городецкий пряник», музей имени Александра Невского. 
Городецкий краеведческий музей — один из первых по времени создания районных музеев Нижегородской области, возникший по инициативе общественности после революции в 1918 году. С 1920 года занимает особняк купца Ивана Петровича Облаева-младшего на улице Ленина, 11 (здание является объектом культурного наследия регионального значения). В собрании музея отражена многовековая история Городца. В 10 залах представлены предметы купеческого и советского быта, изделия мастеров городецкой росписи, резьбы и вышивки, памятники православной веры городчан, а также экспонаты, отражающие важные события XX века. 

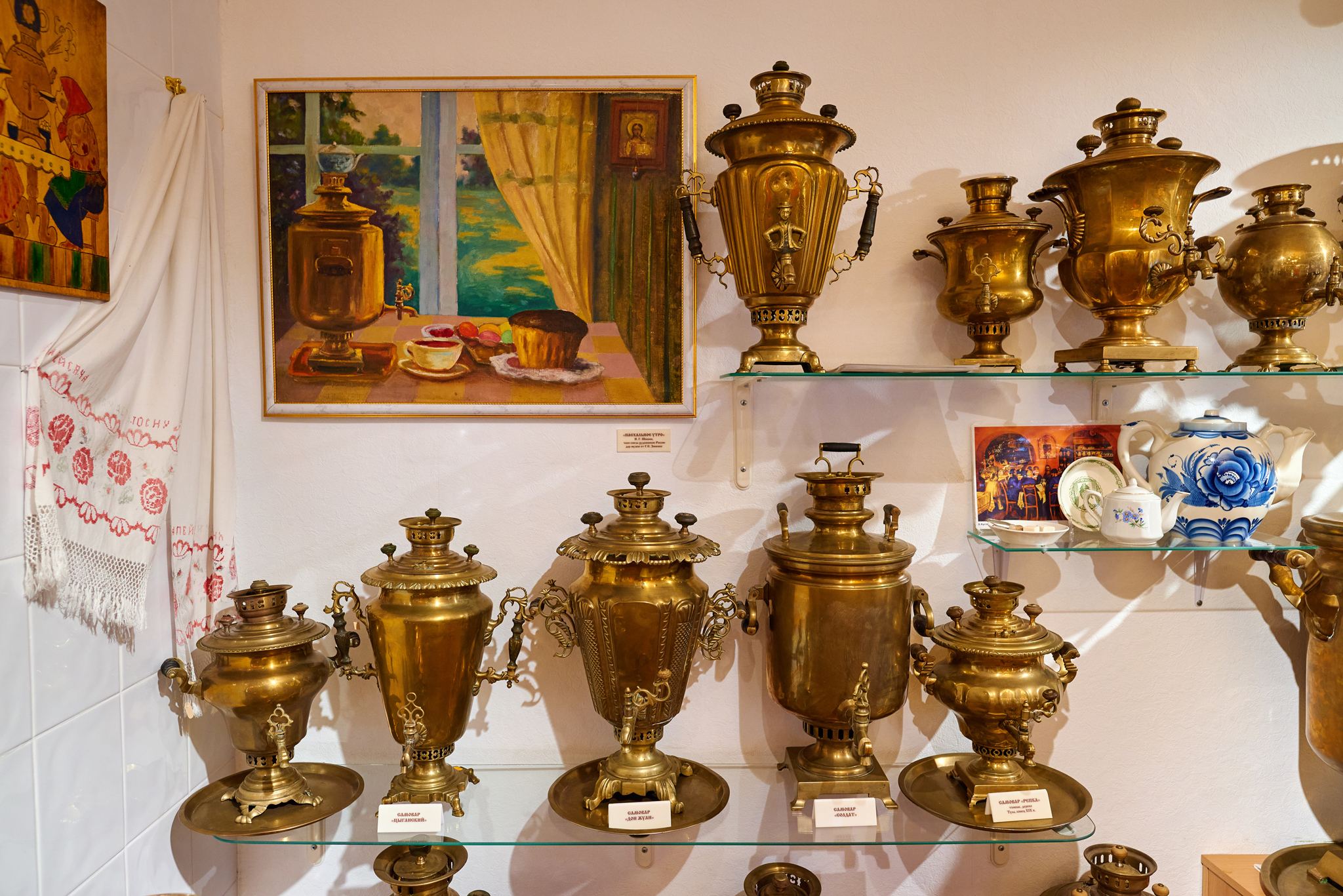
Из коллекции музея «Терем русского самовара»

Здесь можно увидеть интерьеры спальни бывшей хозяйки усадьбы Анны Петровны Облаевой, купеческую гостиную, зал икон, зал старообрядчества, «Земскую школу» и др. К числу уникальных экспонатов относятся часы с движущейся картинкой (Европа, XIX в.), резные шкафы Г. Е. Токарева-Казарина (Городец, нач. XX в.), список чудотворной Феодоровской иконы Божьей Матери и шитая пасхальная плащаница (обе — из Городецкого Феодоровского мужского монастыря, XIX в.), колокол с храма села Пуреха (1641 г.), имения князя Д. М. Пожарского. В экспозиции музея действует выставка «Городецкий базар» с одноимённой живописной картиной и репродукцией панорамы села Городца с Волги (фото М. П. Дмитриева, 1893 г.).  

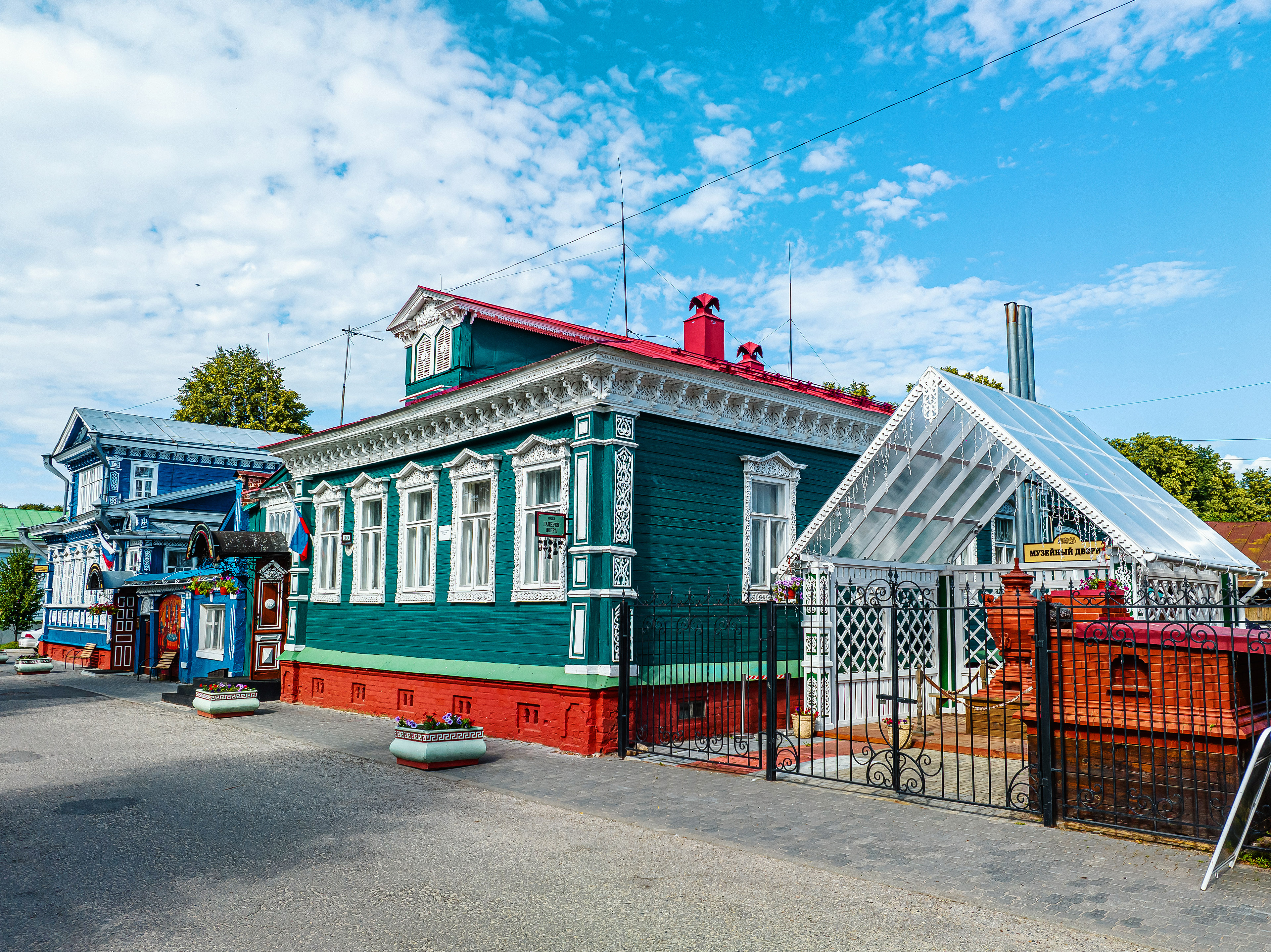
Музей «Галерея добра» находится по соседству с «Теремом русского самовара»

Музей «Терем русского самовара» (улица Набережная Революции, 11) открылся 8 сентября 2007 года в усадьбе Гришаева, являющейся памятником архитектуры XIX века. Основу собрания музея составила частная коллекция главы Земского собрания Городецкого муниципального района Николая Фёдоровича Полякова. Коллекция насчитывает более 400 самоваров и считается самой большой в России. В сентябре 2017 года самоварная коллекция Н. Ф. Полякова была подарена городу. В музее можно увидеть предшественников самовара — чайники-сбитенники, а также первые самовары, сделанные из чистой меди. В коллекции представлены водогрейные сосуды из других стран: европейские фонтаны, французские бульотки, персидский кофейник — далла, китайский «огненный котёл». 
Музей детства на Купеческой работает с сентября 2004 года. Расположен в старинном особняке мещанина П. Ф. Рукавишникова (улица Ленина, 12). В экспозиции представлены народные и деревянные игрушки, тряпичные и соломенные куклы, а также игрушки советских времён. В одном из залов музея воссоздана комната в купеческом стиле.  

Постоянная экспозиция «Секреты старинного утюга» в Музее «Дом графини Паниной»

Музей «Галерея добра» (улица Набережная Революции, 10) был открыт 23 июля 2011 года в день проведения Областного фестиваля «Мастеров народных братство». Он расположился в старинном доме хлеботорговца Плеханова. Незадолго до открытия музея в доме был обнаружен денежный клад — 1774 банкноты (дореволюционные и советские, 1920-х годов). В музее представлено более тысячи экспонатов: предметы купеческого быта, яркая медная посуда, кассовый аппарат конца XIX века, оригинальные замки, дверные ручки, печные заслонки, старинная мебель. Экспозиции знакомят посетителей с историей русского традиционного застолья, денежного обращения в России, с технологией изготовления чугунного печного литья. 

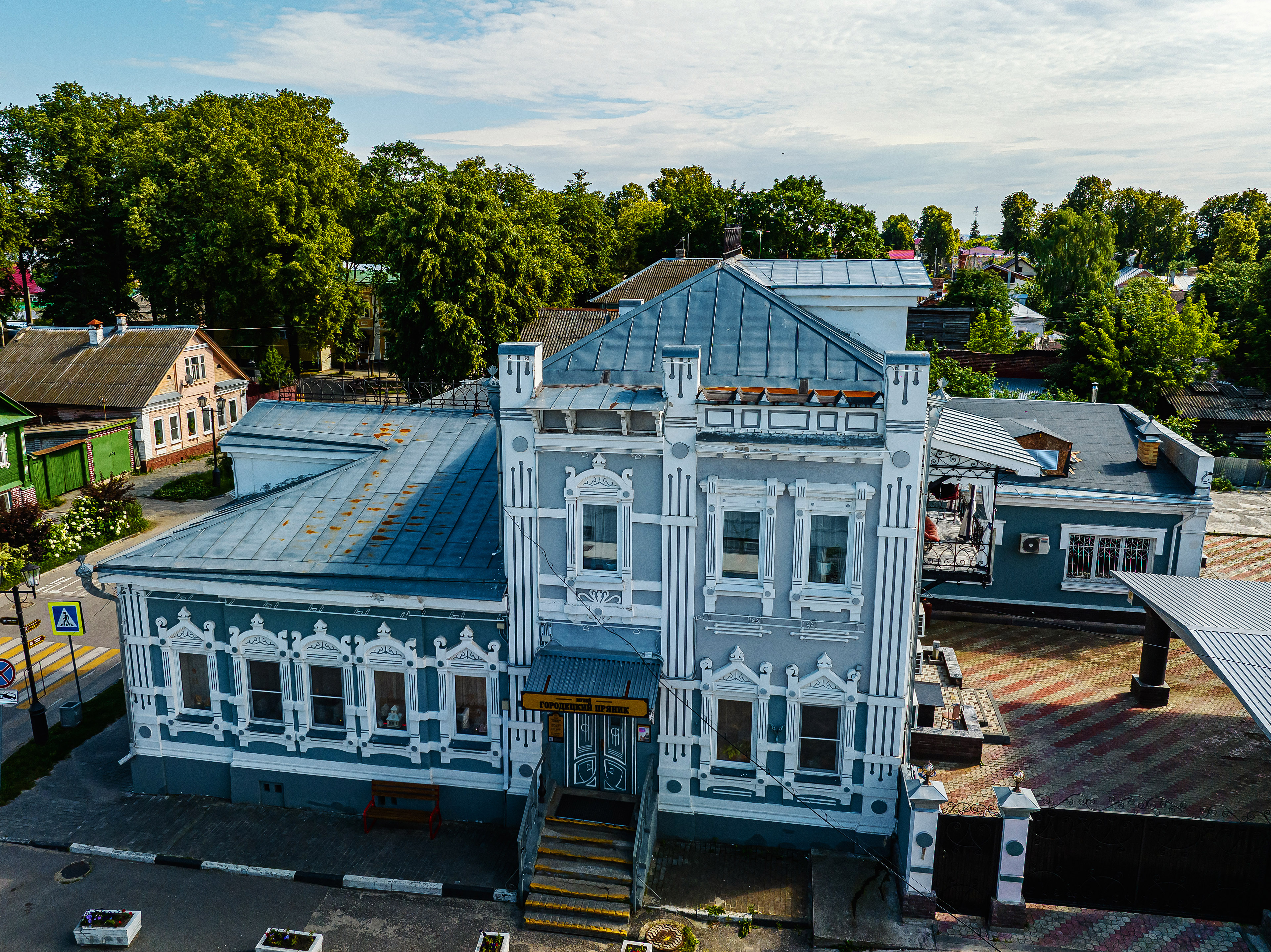
Музей «Городецкий пряник»

Музей «Дом графини Паниной» (улица Андрея Рублёва, 16) работает с мая 2005 года. Здание музея — образец архитектуры деревянного ампира (памятник архитектуры федерального значения). В музее хранится коллекция утюгов, старинных весов (безмены), 90 видов часов, образцы русского традиционного и городского костюма.  

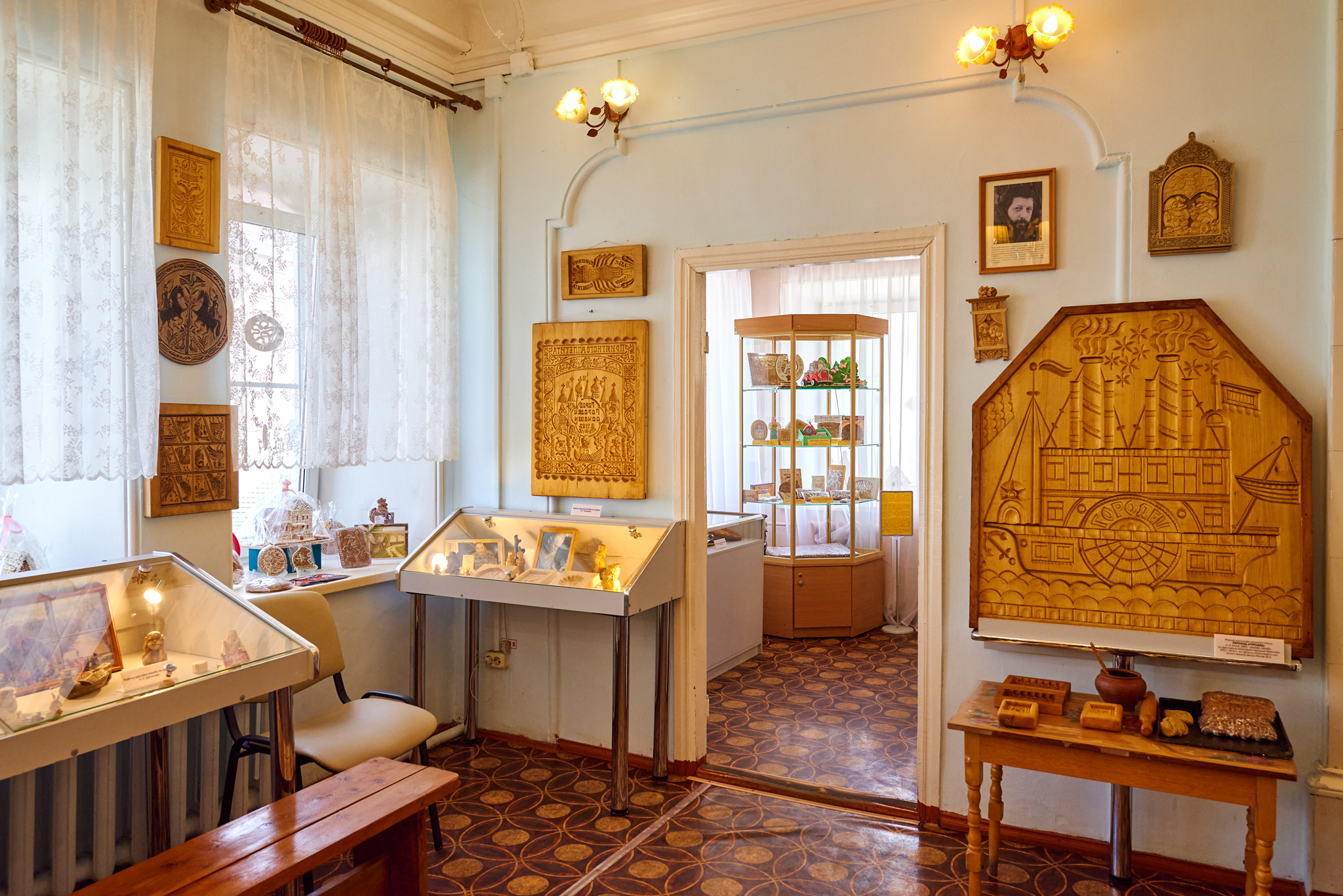
Экспозиция с формами для городецких печатных пряников

Музей «Городецкий пряник» (улица Ленина, 2) был открыт 26 июля 2008 года в главном доме бывшего особняка купца С. Ф. Тряпкина, памятнике архитектуры и градостроительства федерального значения. Большая часть из экспонатов музея — резные пряничные доски. В Городце ещё в XVIII веке производили тысячи пудов пряников для продажи по всей России. Музей «Городецкий пряник» — второй (после аналогичного тульского музея), посвящённый истории сладкого промысла. 

Экспозиция, посвящённая городецким мастерам-ремесленникам в музее «Городец на Волге»

В 2016 году во флигеле усадьбы купца Ивана Петровича Облаева-младшего открылся музей «Городец на Волге» (улица Ленина, 9). В музее нашли отражение черты жизни Городца на рубеже XIX — XX веков, отличающие его от других сёл Нижегородского края. Экспозиция «Волга и её труженики» рассказывает о развитии судостроения в Городце, о промыслах, связанных с рекой, о строительстве Нижегородской (Горьковской) ГЭС. В 2020 году на втором этаже музея создан мемориальный комплекс «Солдаты неба», посвящённый Победе в Великой Отечественной войне. В музее проходят и временные выставки, лекции, конференции, мастер-классы, интерактивные образовательные программы. 

Мультимедийный музей имени Александра Невского

В 2021 году в Городце открыли музей имени Александра Невского (улица Александра Невского, 1). Новое музейное пространство общей площадью 237 квадратных метров включает в себя 7 основных экспозиционных помещений. Экспозиция знакомит посетителей с историей средневековой Руси через историю средневекового Городца, раскрывает образ князя Александра Невского как воина, политика, дипломата и правителя. Главными музейными ценностями являются княжеский шлем XII — XIV веков и подлинная вислая свинцовая печать Александра Невского.  